# カリッド・ヤファイ
カリッド・ヤファイ（Khalid Yafai、1989年6月11日 - ）は、イギリスのプロボクサー。バーミンガム出身。元WBA世界スーパーフライ級王者。
東京オリンピックフライ級金メダリストのガラル・ヤファイは実弟。

## 来歴

### アマチュア時代
憧れはナジーム・ハメド 。
2005年に2005・ジュニア・スポーツ・オブ・ザ・イヤーを受賞した。
2008年、中華人民共和国の北京で開催された北京オリンピックにフライ級(51kg)で出場し1回戦で敗退した。
2009年、イタリアのミラノで開催された2009年世界ボクシング選手権大会にフライ級(51kg)で出場し準々決勝で敗退した。
2012年にプロに転向した。

### プロ時代
2012年7月7日、シェフィールドのモーターポイント・アリーナでプロデビュー（2回終了時棄権）。
2014年5月21日、リーズファースト・ディレクト・アリーナでヤクブ・カリームとコモンウェルスイギリス連邦スーパーフライ級王座決定戦を行い、3回30秒KO勝ちを収め王座獲得に成功した。
2014年9月20日、ウェンブリー・アリーナでヘラルド・モリーナとIBFインターコンチネンタルスーパーフライ級王座決定戦を行い、2回1分50秒KO勝ちを収め王座獲得に成功した。
2014年11月15日、ダブリンの3アリーナでエバース・ブリセロと対戦し12回3-0（119-106、118-105、120-104）の判定勝ちを収めIBFインターコンチネンタル王座の初防衛に成功した。
2015年10月17日、バーミンガムのバークレイカード・アリーナでBBBofC英国スーパーフライ級王座決定戦を行い、12回3-0（2者が120-107、119-108）の判定勝ちを収め王座獲得に成功した。
2016年3月5日、バーミンガムのゲンティング・アリーナでディクソン・フローレスとWBAインターコンチネンタルスーパーフライ級王座決定戦を行い、初回1分49秒KO勝ちを収め王座獲得に成功した。
2016年12月10日、マンチェスター・アリーナでWBA世界スーパーフライ級王者のルイス・コンセプシオンと対戦する予定だったが、前日計量でコンセプシオンがスーパーフライ級の規定体重である115ポンドを2.4ポンド（1.08kg）超過し王座を剥奪された為、コンセプシオンが勝てば王座は空位となりヤファイが勝てば新王者となる条件で試合は行われ、12回3-0（2者が120-108、117-110）の判定勝ちを収め王座獲得に成功した。2017年1月8日、WBAの2016年12月度の月間優秀選手賞に選出された。
2017年5月13日、バーミンガムのバークレイカード・アリーナで元日本フライ級王者でWBA世界スーパーフライ級10位の村中優と対戦し、12回3-0（118-108、119-107×2）の判定勝ちを収め、初防衛に成功した。
2017年6月17日、WBAの2017年5月度の月間優秀選手賞に選出された。
2017年10月28日、カーディフのプリンシパリティ・スタジアムで元日本スーパーフライ級王者でWBA世界スーパーフライ級1位の石田匠と対戦し、12回3-0（118-110、116-112×2）の判定勝ちを収め、2度目の防衛に成功した。
2018年5月26日、カリフォルニア州フレズノのセーブ・マート・センターにて、WBA世界スーパーフライ級10位でWBCラテンアメリカバンタム級王者のデビッド・カルモナと対戦し、3度目の防衛を目指す予定だったが、カルモナが25日に行われた前日計量において、スーパーフライ級の規定体重である115ポンドを3.6ポンド（1.63kg）体重超過した為、一旦は王座が懸けられないノンタイトル戦に変更されると発表があるも、防衛戦として行われカルモナが7回終了時に棄権した為、3度目の防衛に成功した。
2018年11月24日、モンテカルロのカジノ・ド・モンテカルロ内サル・メディシンWBA世界スーパーフライ級14位のイスラエル・ゴンサレスと対戦し、12回3-0 (117-111、116-112×2) の判定勝ちを収め4度目の防衛に成功した。
2019年6月29日、ロードアイランド州プロビデンスのダンキンドーナツ・センターでWBA世界スーパーフライ級1位のノルベルト・ヒメネスと対戦し、12回3-0 (119-107、118-108、117-109) の判定勝ちを収め5度目の防衛に成功した。
2020年2月29日、テキサス州ダラス近郊フリスコで元4階級制覇王者のローマン・ゴンサレスと対戦するが、8回と9回にダウンを奪われプロ初黒星となる9回29秒TKO負けを喫し、6度目の防衛に失敗し王座から陥落した。
2023年11月18日、カリフォルニア州のYouTubeシアターでジョナサン・ロドリゲスとWBAインターコンチネンタルバンタム級王座決定戦で対戦し、1回KO負けで王座獲得に失敗した。

## 戦績
- プロボクシング：29戦 27勝 (15KO) 2敗

| 戦           | 日付           | 勝敗 | 時間    | 内容    | 対戦相手                     | 国籍             | 備考                                                |
| ------------ | -------------- | ---- | ------- | ------- | ---------------------------- | ---------------- | --------------------------------------------------- |
| 1            | 2012年7月7日   | ☆    | 2R 終了 | TKO     | デルロイ・スペンサー         | イギリス         | プロデビュー戦                                      |
| 2            | 2012年9月8日   | ☆    | 1R 1:08 | TKO     | リチャード・ボロス           | ハンガリー       |                                                     |
| 3            | 2012年9月22日  | ☆    | 6R      | 判定3-0 | ビクトル・コウ               | メキシコ         |                                                     |
| 4            | 2012年10月20日 | ☆    | 2R 1:05 | TKO     | スコット・グラッドウィン     | イギリス         |                                                     |
| 5            | 2012年11月17日 | ☆    | 1R 0:52 | KO      | ピオ・アントニオ・ネッツノ   | イタリア         |                                                     |
| 6            | 2012年12月8日  | ☆    | 3R 2:14 | TKO     | ホルへ・ペレス               | スペイン         |                                                     |
| 7            | 2013年1月19日  | ☆    | 4R 終了 | TKO     | ゴンサロ・ガルシア・デュラン | メキシコ         |                                                     |
| 8            | 2013年3月30日  | ☆    | 8R      | 判定3-0 | マイケル・ラマベレッサ       | 南アフリカ共和国 |                                                     |
| 9            | 2013年10月26日 | ☆    | 6R      | 判定3-0 | サンティアゴ・ブストス       | スペイン         |                                                     |
| 10           | 2013年12月14日 | ☆    | 4R 2:59 | TKO     | アシュレイ・レーン           | イギリス         |                                                     |
| 11           | 2014年5月21日  | ☆    | 3R 0:30 | KO      | ヤクブ・カリーム             | ナイジェリア     | コモンウェルス英連邦スーパーフライ級王座決定戦      |
| 12           | 2014年9月20日  | ☆    | 2R 1:50 | KO      | ヘラルド・モリナ             | ニカラグア       | IBFインターコンチネンタルスーパーフライ級王座決定戦 |
| 13           | 2014年11月15日 | ☆    | 12R     | 判定3-0 | エベルス・ブリセーニョ       | ニカラグア       | IBFインターコンチネンタル防衛1                      |
| 14           | 2015年3月28日  | ☆    | 8R      | 判定3-0 | クリストファー・ロサレス     | ニカラグア       |                                                     |
| 15           | 2015年5月9日   | ☆    | 1R 1:22 | TKO     | イサック・クァエ             | ガーナ           |                                                     |
| 16           | 2015年9月5日   | ☆    | 1R 2:21 | KO      | アーロン・フアレス           | ニカラグア       |                                                     |
| 17           | 2015年10月17日 | ☆    | 12R     | 判定3-0 | ジェイソン・カニンガム       | イギリス         | BBBofC英国スーパーフライ級王座決定戦                |
| 18           | 2016年3月5日   | ☆    | 1R 1:49 | KO      | ディクソン・フローレス       | ニカラグア       | WBAインターコンチネンタルスーパーフライ級王座決定戦 |
| 19           | 2016年6月25日  | ☆    | 1R 1:42 | TKO     | ジョズセフ・アジタイ         | ハンガリー       |                                                     |
| 20           | 2016年10月22日 | ☆    | 3R 2:48 | KO      | ジョンソン・テレス           | ニカラグア       |                                                     |
| 21           | 2023年11月18日 | ★    | 1R 2:18 | KO      | ジョナサン・ロドリゲス       | アメリカ合衆国   | WBAインターコンチネンタルバンタム級王座決定戦       |
| テンプレート |                |      |         |         |                              |                  |                                                     |

## 獲得タイトル
- コモンウェルスイギリス連邦スーパーフライ級王座
- IBFインターコンチネンタルスーパーフライ級王座
- BBBofC英国スーパーフライ級王座
- WBAインターコンチネンタルスーパーフライ級
- WBA世界スーパーフライ級王座（防衛5）